# اوروگالا
اوروگالا (به لاتین: Urugala) یک منطقهٔ مسکونی در سری‌لانکا است که در استان مرکزی (سری‌لانکا) واقع شده‌است.